# 詹姆斯·麦克默多克
詹姆斯·麦克默多克（英語：James McMurdock；1986年6月—），英国政治家，自2024年起担任南巴西尔登和东瑟罗克选区国会议员。麦克默多克当选时为英国改革党成员，后因指控于2025年7月离开该党，指控称他在COVID-19大流行期间领取了7万英镑的反弹商业贷款，但其企业“事实上处于休眠状态”，不符合贷款申领条件。

## 早年生活和教育
麦克默多克出生于1986年6月。他在埃塞克斯郡巴西尔登范奇的市镇公屋成长，就读于公立学校。他是家族首位大学生，毕业于萨塞克斯大学，获经济学学士学位。他在大学期间当选橄榄球俱乐部财务主管，并共同创立金融学会。
改革党官网传记显示，麦克默多克自2007年起供职银行业直至2024年当选议员。职业生涯主要服务于渣打银行与巴克莱资本，担任高级总监并主管英国及印度办事处。早期曾任职高盛集团和雷曼兄弟，专精企业贷款业务，主要服务能源、基础设施及制造业客户。披露其高盛任职仅三个月，且2008年雷曼兄弟破产时他应仍在大学就读。该报另指出其领英档案曾记载2010年前于母亲会计师事务所工作。

## 政治生涯

### 改革党竞选（2024年）
因对主流政党失望，麦克默多克于2024年5月加入改革党，他告知《每日电讯报》“选民身份下对现有选择不满”。他支付25英镑入党费，随后收到招募大选候选人的邮件，遂同意担任南巴西尔登和东瑟罗克选区纸面候选人，另付25英镑接受资格审查。
竞选期间他自任选举代理人，耗资400英镑印制2万份传单。因不知传单需标注赞助方，与妻子耗费多晚手工加盖“改革党赞助竞选”字样。竞选期间他获95英镑捐款，主要通过TikTok与选民沟通，获万名关注者。
麦克默多克以98票优势（0.25%）击败现任保守党议员和工党候选人杰克·弗格森当选。因票差微弱，工党要求两次重新计票。三轮计票中麦克默多克分别以127票、80票及98票优势胜出；三轮计票后工党承认败选。其父母与姐妹担任计票代理人。该席位原属保守党议员斯蒂芬·麦特考菲，已连续14年出任该选区议员。麦克默多克承认最初胜算渺茫，但因选举启动时正休陪产假，得以全力投入竞选。
党内人士称直至胜选才知晓该候选人；改革党竞选团队透露95%候选人未获党派支援，未预期其胜选。麦克默多克与党魁奈杰尔·法拉奇并列埃塞克斯郡两名改革党议员，亦属该党2024年大选赢得的五个议席之一。其98票优势位列全英第七微差胜选，因重新计票成为英格兰最晚公布结果的选区。

### 议会履职（2024年至今）

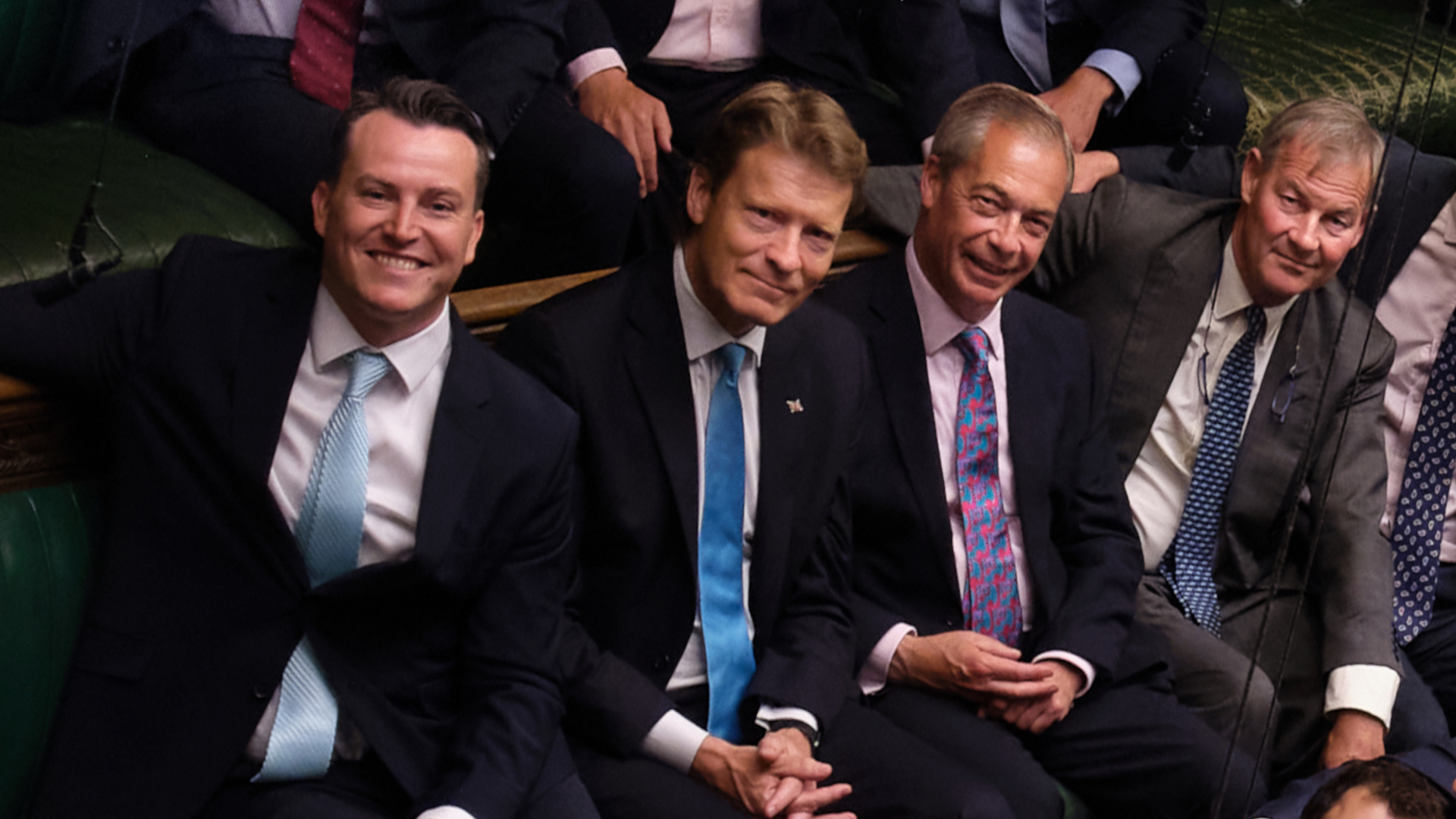
麦克默多克（左一）与改革党同僚议员理查德·泰斯、奈杰尔·法拉奇及鲁珀特·洛于2024年7月的合影

2025年7月5日《泰晤士报》调查披露，麦克默多克于2020年COVID-19大流行期间通过名下两家公司申领7万英镑反弹商业贷款。首家公司JAM金融有限公司（JAM Financial Limited）“无雇员且资产可忽略”，却申领最高额5万英镑（该额度需年营业额达20万英镑）；次家公司健身房生活健康与健身有限公司（Gym Live Health and Fitness Limited）2020年1月前为休眠状态，却申领2万英镑（该额度需年营业额至少8万英镑）。
麦克默多克预先收到调查警告后，主动暂停改革党党籍并放弃党鞭资格。他声明“所有商业行为均完全合法合规”，承诺配合调查。7月8日，他宣布正式退出改革党，于社交平台X表示将以独立议员身份履职。

### 政治立场
麦克默多克自认保守派，主张“小政府”与“低税收”，希望“政府远离民众生活”，强调“决策与开支需对纳税人负责”。

## 个人生活
麦克默多克已婚并育有四名子女。

### 司法记录
2006年，19岁的麦克默多克因与前女友发生肢体冲突被定罪。事发时他在切尔姆斯福德某夜总会外担任调酒师。他于切尔姆斯福德刑事法庭承认一项伤害罪，后在青少年惩教所服刑21日。监禁判决显示其“用脚部踢了对方四次左右”。
麦克默多克2024年当选议员前未主动披露该记录，被指未充分公开信息。事件曝光后，他将此事称为“毕生最大遗憾”并致歉。他亦为事件辩护，称仅推搡对方，此说法与法庭记载的多次肢体接触记录存在出入。涉事受害者亲属提及身体痕迹留存，认为其无资格出任议员，亦有政治对手呼吁改革党免除其党鞭职务。
改革党发言人回应称知悉该定罪记录，但该记录现被认定为“失去時效”。2025年1月，麦克默多克接受采访时再度致歉。党魁奈杰尔·法拉奇声明初始审查存在疏漏，未确认其能否通过现行审核程序。